# Теплицький Олександр Семенович
Олександр Семенович Тепли́цький (нар. 2 вересня 1902, Темір-Хан-Шура — 29 липня 1979, Львів) — український радянський композитор і педагог.

## Біографія
Народився 2 вересня 1902 року в місті Темір-Хан-Шурі (тепер Буйнакськ, Дагестан, Росія). У 1924—1929 роках викладав в музичній школі. 1929 року закінчив Ленінградську консерваторію по класу композиції. Викладав у ній до 1940 року. У 1942—1944 роках — керівник червоноармійської художньої самодіяльності. У 1945—1947 роках — художній керівник оркестру народних інструментів Таджицької філармонії. У 1947—1948 роках викладач Кишинівської консерваторії. З 1948 року викладач (з 1966 року доцент) Львівської консерваторії. Помер у Львові 29 липня 1979 року.

## Твори
- для симфонічного оркестру — Урочистий марш (1930), Елегія (1929);
- для духового оркестру — Два марша (1944), Три марша (1957);
- для струнного квартету — Роздуми (1947), Ліричні сторінки (1958), Дві фуги (1966);
- для квартету дерев'яних духових інструментів — обробка грузинської народної пісні «Ціцінатела» (1943);
- для фортепіано — Тема з варіаціями (1927), Соната (1929);
- для баяна — Гавот (1963);
- для оркестру таджицьких народних інструментів — Три п'єси (1946);
- для голосу і фортепіано — романси на слова О. Пушкіна, М. Лермонтова, К. Фофанова;
- хори — Я в Росії народжений (слова С. Острового, 1958), Комсомольці (слова П. Градова, 1958), Серця Ілліча (слова Б. Кежун, 1960), Наша Вітчизна (слова М. Беренгофа, 1963), Вечірні вогні (слова М. Лавришина, 1964);
- пісні на слова радянських поетів;
- музика до драматичних спектаклів і кінофільмів.

Автор праць:
- Краткий словарь музыкальных терминов. — 1947;
- Тонально-ладовый склад музыки. — 1953;
- Курс гармонии для теоретико-композиторских отделений музыкальных училищ, ч. 1. — 1955;
- Система аккордов в мажоре-миноре, изложенная в таблицах. — 1959.